# Super Bowl XVIII
A Super Bowl XVIII az 1983-as NFL-szezon döntője volt. A mérkőzést a Tampa Stadion játszották 1984. január 22-én. A mérkőzést a Los Angeles Raiders nyerte.

## A döntő résztvevői
A Washington Redskins 14–2-es teljesítménnyel zárt az NFC konferenciában, így első kiemeltként jutott a rájátszásba. Kiemeltként csak a konferencia-elődöntőben játszott először. Itt hazai pályán a Los Angeles Rams ellen, majd a konferencia-döntőben újra otthon a harmadik kiemelt San Francisco 49ers ellen győztek. A Redskins volt a címvédő, ezen kívül korábban nem nyerte meg a Super Bowlt.
A Los Angeles Raiders az alapszakaszból 12–4-es mutatóval került a rájátszásba az AFC második kiemeltjeként. Kiemeltként csak a konferencia-elődöntőben játszott először. A konferencia-elődöntőben otthon a Pittsburgh Steelers ellen, majd a konferencia-döntőben is hazai pályán a Seattle Seahawks ellen győzött. A Raiders korábban kétszer nyert Super Bowlt.

## A mérkőzés
A mérkőzést 38–9-re a Los Angeles Raiders nyerte, amely – a jogelőd Oakland Raiders címeivel együtt – története harmadik Super Bowl-győzelmét aratta. A legértékesebb játékos díját a Redskins running backje, Marcus Allen kapta.
| N | Idő   | Drive | Drive | Drive     | Csapat   | Play leírása                                                                                        | Pont     | Pont    |
| N | Idő   | Play  | Yard  | Időtartam | Csapat   | Play leírása                                                                                        | Redskins | Raiders |
| - | ----- | ----- | ----- | --------- | -------- | --------------------------------------------------------------------------------------------------- | -------- | ------- |
| 1 | 10:08 | –     | –     | –         | Raiders  | Touchdown. Derrick Jensen blokkolt punt utáni labdaszerzés a célterületen. Chris Bahr jutalomrúgás. | 0        | 7       |
|   |       |       |       |           |          | |          |         |
| 2 | 9:14  | 3     | 65    | 1:34      | Raiders  | Touchdown. Cliff Branch 12 yardos átadás Jim Plunkettől. Chris Bahr jutalomrúgás.                   | 0        | 14      |
| 2 | 3:05  | 12    | 73    | 6:09      | Redskins | Mezőnygól. Mark Moseley 24 yardról.                                                                 | 3        | 14      |
| 2 | 0:12  | –     | –     | –         | Raiders  | Touchdown. Jack Squirek interception visszahordás. Chris Bahr jutalomrúgás.                         | 3        | 21      |
|   |       |       |       |           |          | |          |         |
| 3 | 10:52 | 9     | 70    | 4:08      | Redskins | Touchdown. John Riggins 1 yardos futás. A jutalomrúgás rossz.                                       | 9        | 21      |
| 3 | 7:06  | 8     | 70    | 3:46      | Raiders  | Touchdown. Marcus Allen 5 yardos futás. Chris Bahr jutalomrúgás.                                    | 9        | 28      |
| 3 | 0:00  | 1     | 74    | 0:12      | Raiders  | Touchdown. Marcus Allen 74 yardos futás. Chris Bahr jutalomrúgás.                                   | 9        | 35      |
|   |       |       |       |           |          | |          |         |
| 4 | 2:24  | 7     | 55    | 3:55      | Raiders  | Mezőnygól. Chris Bahr 21 yardról.                                                                   | 9        | 38      |